# 1617
| [ Edytuj tabelę ]              | |
| Król Polski                    | - 1587 Zygmunt III Waza 1632 |
| Współksiążęta Andory           | - 1610 Bernat de Salba i Salba 1622 - 1610 Ludwik XIII 1643                                                                                      |
| Król Anglii i Szkocji          | - 1603 Jakub I 1625 |
| Elektor Brandenburgii          | - 1608 Jan Zygmunt 1619 |
| Książę Bawarii                 | - 1597 Maksymilian I Bawarski 1623 |
| Sułtan Brunei                  | - 1605 Hassan 1619 |
| Cesarz Chin                    | - 1572 Wanli 1620 |
| Król Czech                     | - 1611 Maciej Habsburg 1619 |
| Król Danii                     | - 1588 Chrystian IV 1648 |
| Dalajlama                      | - 1617 Lobsang Gjaco 1682 |
| Cesarz Etiopii                 | - 1606 Susnyjos I 1632 |
| Król Francji                   | - 1610 Ludwik XIII 1643 |
| Król Gruzji                    | - 1614 Tejmuraz I 1632 |
| Król Hiszpanii                 | - 1598 Filip III 1621 |
| Landgraf Hesji-Kassel          | - 1592 Maurycy Uczony 1627 |
| Stadhouder Holandii            | - 1584 Maurycy Orański 1625 |
| Szach Iranu                    | - 1587 Abbas I Wielki 1629 |
| Państwo Wielkich Mogołów       | - 1605 Dżahangir 1627 |
| Król Irlandii                  | - 1603 Jakub I Stuart 1625 |
| Cesarz Japonii                 | - 1611 Go-Mizunoo 1629 |
| Kalif                          | - 1603 Ahmed I 1617 - 1617 Mustafa I 1618 |
| Patriarcha Konstantynopola     | - 1612 Tymoteusz II 1620 |
| Władca Korei                   | - 1608 Kwanghaegun 1623 |
| Książę Kurlandii i Semigalii   | - 1587 Fryderyk Kettler 1642 |
| Książę Liechtensteinu          | - 1608 Karol I 1627 |
| Książę Monako                  | - 1612 Honoriusz II 1662 |
| Król Nawarry                   | - 1610 Ludwik XIII 1643 |
| Król Norwegii                  | - 1588 Chrystian IV 1648 |
| Sułtan Omanu                   | - 1560 Abd Allah ibn Muhammad 1624 |
| Elektor Palatynatu             | - 1610 Fryderyk V 1623 |
| Papież                         | - 1605 Paweł V 1621 |
| Książę Parmy i Piacenzy        | - 1592 Ranuccio I 1622 |
| Król Portugalii                | - 1598 Filip II 1621 |
| Książę w Prusach               | - 1568 Albrecht Fryderyk 1618 - 1608 Jan Zygmunt 1620                                                                                            |
| Car Rosji                      | - 1613 Michał I 1645 |
| Cesarz Rzymski (niemiecki)     | - 1612 Maciej Habsburg 1619 |
| Kapitanowie Regenci San Marino | - 1616 Camillo Bonelli Belluzzo Belluzzi 1617 - 1617 Annibale Belluzzi Giambattista Fabbri 1617 - 1617 Gio. Andrea Belluzzi Lattanzio Valli 1618 |
| Elektor Saksonii               | - 1611 Jan Jerzy I Wettyn 1656 |
| Król Szkocji                   | - 1567 Jakub VI 1625 |
| Król Szwecji                   | - 1611 Gustaw II Adolf 1632 |
| Król Tajlandii                 | - 1611 Songtham 1628 |
| Sułtan Turków                  | - 1603 Ahmed I 1617 - 1617 Mustafa I 1618 |
| Doża Wenecji                   | - 1615 Giovanni Bembo 1618 |
| Król Węgier                    | - 1608 Maciej 1619 |
| Książęta Wirtembergii          | - 1608 Jan Fryderyk 1628 |

Rok 1617 / MDCXVII
stulecia: XVI wiek ~
XVII wiek ~
XVIII wiek

lata: 1607 «
1612 «
1613 «
1614 «
1615 «
1616 «
1617
» 1618
» 1619
» 1620
» 1621
» 1622
» 1627

## Wydarzenia w Polsce
- Trwała wojna z Rosją (wojna moskiewska).
- Rozpoczęła się wojna polsko-szwedzka (1617–1618).
- 17 kwietnia – został ufundowany drewniany klasztor oo. Franciszkanów w Bełchatowie.
- 12 lipca – W Oksie miał miejsce zjazd tzw. innowierców protestujących przeciw bezkarności fanatyków katolickich, sprawców niszczenia świątyń i pobicia doktora Wincentego Łyszkowicza[1][2]
- Przedstawienie Biecza na rycinie przez Georga Brauna i Franza Hogenberga.
- Traktat Polski i Turcji w Buszy (Polska zmuszona była zrezygnować z zabiegów o wpływy na terenach mołdawsko-wołoskich).
- Początek wyprawy Królewicza Władysława na Moskwę.

## Wydarzenia na świecie
- 9 marca – Szwecja i Rosja podpisały pokój w Stołbowie – pokój ten przyznał Karelię, Estonię i Ingrię Szwecji, w zamian za co ta oddała Rosji Nowogród Wielki.
- 6 czerwca – Ferdynand II Habsburg został wybrany na króla Czech.
- 29 czerwca – Ferdynand II Habsburg został koronowany na króla Czech.
- Benguela została założona przez Portugalczyków.

## Urodzili się
- 23 maja – Elias Ashmole, angielski polityk, wolnomularz i wojskowy (zm. 1692)
- 31 grudnia – Bartolomé Esteban Murillo, hiszpański malarz barokowy (zm. 1682)
- Dawid Lewis, angielski jezuita, męczennik, święty katolicki (zm. 1679)

## Zmarli
- 21 marca – Pokahontas (w Londynie), córka wodza konfederacji Powhatan, żona Johna Rolfe’a (ur. ok. 1595)
- 4 kwietnia – John Napier, szkocki matematyk, powszechnie uważany za wynalazcę logarytmów (ur. 1550)
- 1 czerwca – Alfons z Navarrete, hiszpański dominikanin, męczennik, błogosławiony Kościoła katolickiego (ur. 1571)
- 24 sierpnia – Róża z Limy, peruwiańska tercjarka dominikańska, święta katolicka (ur. 1586)
- 25 września – Franciszek Suarez, hiszpański filozof neoscholastyczny (ur. 1548)
- 1 października:
  - Kacper Ueda Hikojirō, japoński męczennik, błogosławiony katolicki (ur. ?)
  - Andrzej Yoshida, japoński męczennik, błogosławiony katolicki (ur. ?)
- 31 października – Alfons Rodríguez, hiszpański jezuita, mistyk, święty katolicki (ur. 1533)
- 22 listopada – Ahmed I, sułtan Imperium Osmańskiego (ur. 1590)
- 15 grudnia – Maria Wiktoria Fornari Strata, włoska zakonnica, błogosławiona katolicka (ur. 1562)

## Święta ruchome
- Tłusty czwartek: 2 lutego
- Ostatki: 7 lutego
- Popielec: 8 lutego
- Niedziela Palmowa: 19 marca
- Wielki Czwartek: 23 marca
- Wielki Piątek: 24 marca
- Wielka Sobota: 25 marca
- Wielkanoc: 26 marca
- Poniedziałek Wielkanocny: 27 marca
- Wniebowstąpienie Pańskie: 4 maja
- Zesłanie Ducha Świętego: 14 maja
- Boże Ciało: 25 maja